# Siraj-ud-Din Ali Khan Arzu
Siraj-ud-Din Ali Khan (in urdu سراج الدین علی خاں آرزو‎?, noto anche come Arzu; Accra, 1687 – Lucknow, 1756) è stato un poeta, lessicografo e linguista indiano dell'impero Moghul.
Scrisse prevalentemente in persiano, tuttavia fu autore di 127 distici in urdu. Tra i suoi allievi figurano suo nipote Mir Taqi Mir, Mirza Muhammad Rafi Sauda, Maẓhar e Shah Mubarak Abroo.

## Biografia
Figlio di un militare di alto rango al servizio della corte moghul di Aurangzeb, Arzu era fluente in persiano e arabo, lingue che imparò in tenera età e che affiancò all'urdu e al sanscrito.
Iniziò a scrivere all'età di 14 anni e una volta arrivato a Delhi nel 1719 ebbe modo di conoscere il nababbo Qamar-ud-din Khan, Asaf Jah I, il quale gli trovò presto un impiego. Presso la sua dimora Arzu tenne diversi mushaira che attrassero molti discepoli, tra cui Mir Taqi Mir. Trascorse gli ultimi anni tra Ayodhya e Lucknow, dove morì nel 1756. Fu sepolto nel quartiere Vakilpura di Delhi.

## Opere selezionate
- Siraj-ul-Lughat (un dizionario persiano che include uno studio sul legame tra il persiano e il sanscrito)
- Chiragh-e-Hidayat (un glossario di parole e idiomi usati dai poeti persiani)
- Nawadir-ul-Alfaz (un glossario di parole indiche)
- Diwan-e-Asar Shirazi
- Mohibbat-e-Uzma (un trattato sulla prosodia)
- Atiya-e-Kubra (un'opera sulla prosodia)
- Miyar-ul-Afkar (un trattato di grammatica)
- Payam-i-Shauq (raccolta epistolare)
- Josh-o-Kharosh (masnavi)
- Mehr-o-Mah
- Ibrat Fasana
- Gulzar-i Khayal (una lunga poesia sull'holi e sull'arrivo della primavera)